# Вілфред Джейкобс
Сер Вілфред Ебенезер Джейкобс (19 жовтня 1919 — 11 березня 1995) — перший генерал-губернатор Антигуа і Барбуди.

## Життєпис
Юридичну освіту отримав в Лондоні, працював адвокатом. Був призначений магістратом для Домініка в 1947 році і для Сент-Кіттс в 1962 році. Потім він був призначений прокурором Підвітряних островів за 1957—1959 роки та на Антигуа в 1960 році. З 1960 по 1967 рік служив в ряді Колоніальних відомств.
Він став першим губернатором Антигуа і Барбуди з 1967 до того, як країна здобула незалежність в 1981 році, після чого він став першим генерал-губернатором. Він був генерал-губернатором Антигуа і Барбуди c 1 листопада 1981 року по 10 червня 1993 року. Після нього, посаду зайняв Джеймс Карлайл.